# Schemerbladroller
De schemerbladroller (Epagoge grotiana) is een vlinder uit de familie Tortricidae, de bladrollers. De spanwijdte van de vlinder bedraagt ongeveer 15 millimeter. De soort overwintert als rups.

## Waardplanten
De schemerbladroller heeft eik, meidoorn en braam als waardplanten.

## Voorkomen in Nederland en België
De schemerbladroller is in Nederland en in België een algemene soort, die verspreid over het hele gebied kan worden gezien. De soort vliegt van juni tot augustus.